# Korcivka, Cerneahiv
Korcivka (în ucraineană Корчівка) este un sat în comuna Slipciîți din raionul Cerneahiv, regiunea Jîtomîr, Ucraina.

## Demografie
Componența lingvistică a localității Korcivka
     Ucraineană (99,35%)
     Alte limbi (0,65%)
Conform recensământului din 2001, majoritatea populației localității Korcivka era vorbitoare de ucraineană (99,35%), existând în minoritate și vorbitori de alte limbi.